# Gambuzie
Gambuzia sau gambuzia orientală (Gambusia holbrooki, Gambusia affinis holbrooki) este un pește mic vivipar, dulcicol, din familia Poeciliidae, din apele stătătoare sau lent curgătoare, puțin adânci. Este originar din America de Nord, de unde a fost adus și în Europa. În România gambuziile au fost aduse pentru prima oară în 1927 din Hamburg de către profesorul D. Mezincescu, apoi din Bulgaria și în 1930 din Italia. S-au populat mai multe ape din Transilvania, lacul Pantelimon de lângă București, alte lacuri din București,  diferite lacuri și bălți din Ardeal și unele lacurile litorale ale Mării Negre (lacul Mangalia etc.).
Femelele măsoară 4-5 cm, pe când masculii, mai puțin numeroși, sunt de talie mică, respectiv 2,5-3,5 cm. Are corpul gros, alungit și ușor comprimat lateral. Capul este turtit dorso-ventral cu botul ușor alungit, ochi mari și gura largă așezată oblic și cu dinți mici pe maxilare. Înotătoarea dorsală este inserată în jumătatea posterioară a corpului, în urma înotătoarelor ventrale, care au poziție abdominală. Înotătoarea caudală este rotunjită. Corpul este acoperit cu solzi verzi-măslinii, ceva mai închis pe spate și alburiu pe abdomen. Masculul are un organ copulator (numit gonopodiu), rezultat din transformarea înotătoarei anale și prin alungirea radiilor 3-5 ale acestei înotătoare.
Este un pește carnivor și anume un larvivor, consumând în special larve de țânțari, al căror număr îl poate reduce într-un lac cu 97%. Consumă și crustacee mici (cladocere), diatomee și alte alge verzi sau albastre, icre de pește, iar, la nevoie, devine chiar canibal. Poate distruge în eleștee mici pontele și puietul celorlalți pești (crapi, etc.).  Se ține la suprafața apei și înoată în grupuri foarte numeroase. Se reproduce vara, când apa are 16-20°. Fecundația este internă, gonopodiul masculului servind drept penis. Femelele, fecundate, dau naștere după 4-6 săptămâni la 60-120 de pui. Se înmulțește foarte repede, astfel încât 1 m3 apă poate conține 1.000 de exemplare. După fecundare și ecloziune, puii sunt purtați în abdomenul mamei până pot înota singuri. Maturitatea sexuală e atinsă chiar în primul an. La o temperatură sub 10°, gambuzia se îngroapă în nisip, intrând în somnul de iarnă.
Gambuzia se folosește pentru combaterea larvelor de țânțari purtători ai malariei și ca pește de acvariu.